# 日本ダンス議会
公益社団法人日本ダンス議会（にほんだんすぎかい、英文名称：Japan Dance Council、略称：JDC）は、日本のプロフェッショナルダンススポーツを統括する国内競技連盟。日本プロスポーツ協会、日本プロフェッショナルダンス協議会加盟。

## 概要
1994年に設立。当初は国際競技連盟である世界ダンス議会（WDC）に加盟していたが、2000年に、国内のプロ組織、日本ボールルームダンス連盟 (JBDF) 、日本プロフェッショナルダンス競技連盟 (JCF) と合意を諮り、3組織で統合された国内競技連盟である日本プロフェッショナルダンス協議会 (JNCPD) を設立、WDCの加盟権は同協議会へ移された。JDCは2006年に中間法人へ移行。主に毎年2月に日本武道館で行われるアジアオープンダンス選手権やグランドプリンスホテル新高輪で9月に行われるジャパンオープンダンス選手権など国際競技会を開催している。毎年11月3日には、NDCJ主催で統一全日本ダンス選手権が行われるが、これは前記3組織が持ち回りで主管を務めている。

## 主催する主な大会
- アジアオープンダンス選手権（2月・日本武道館）
- JDCダンス日本シリーズ
- 全日本ショーダンス選手権
- ジャパンオープンダンス選手権（9月）
- 統一全日本ダンス選手権（11月・GPH新高輪）

## 役員
- 会長 中川勲[いつ?]

WDC副会長、アジアダンス議会会長